# Roy Elonza Davis
Roy Elonza Davis (* 28. April 1890 in Omaha, Texas; † 12. August 1966 in Dallas, Texas) war ein US-amerikanischer Reiseprediger, Baptisten- und Pfingstpastor sowie eine führende Persönlichkeit des Ku-Klux-Klans und dessen Unterorganisationen.

Roy E. Davis, Wise County Messenger, Decatur, Texas, 29. Juni 1917

## Leben
Roy E. Davis wurde 1890 als Sohn von Joshua Savington Davis (* 1848; † 1901) und Mary Elizabeth McCoy (* 1857; † 1903) in Omaha, Texas, geboren. 1909 arbeitete er als Stenograph für die Southwestern Railroad in El Paso (Texas), wurde 1911 Leiter der Zahlstelle Rock Island und heiratete Emma Sabina Dowdy (* 1894).
Im September 1912 wurde Davis wegen Urkundenfälschung verurteilt, verlor seine Anstellung und verdiente seinen Lebensunterhalt fortan als Gesangslehrer und Baptistenprediger. Bald schon nutzte er den Vertrauensvorschuss, den die Bevölkerung einem Geistlichen entgegenbrachte, und legte als solcher einem Kassierer der First State Bank von Boonesville (Texas) am 10. Januar 1916 einen verfälschten Einzahlungsbeleg über 170,- US-Dollar von der Toyah Valley State Bank aus Saragosa (Texas) vor. Den Einzahlungsbeleg als Sicherheit ansehend, zahlte ihm die Bank die genannte Summe in bar aus. Als der Betrug wenige Tage später aufflog, wurde Davis per Steckbrief gesucht.
Seine Frau und drei Kinder zurücklassend flüchtete er aus Texas und ließ sich unter dem Pseudonym Lon Davis in Georgia nieder. Hier lebte er mit einer anderen Frau zusammen und suchte als Reiseprediger verschiedene Baptistengemeinden auf. Als ihm die Fairview Baptist Church von Pickens County (Georgia) Geld für den Kauf einer neuen Orgel anvertraute, veruntreute er dieses und zog weiter. Seine Reisen führten ihn u. a. nach Lavonia (Georgia). Hier wurde er von einer seiner ehemaligen Gesangschülerinnen als der gesuchte Roy E. Davis wiedererkannt und an die texanischen Behörden verraten.
Abermals flüchtete er, doch wurde er schließlich im Mai 1917 in Carnesville (Georgia) verhaftet, wo er sich als Professor ausgegeben hatte. Er wurde dem Gericht in Decatur (Texas) vorgeführt und im Dezember 1917 zu zwei Jahren Gefängnis verurteilt. Wegen guter Führung wurde er vorzeitig aus der Haft entlassen und trat 1920 erneut unter seinem Pseudonym eine Pastorenanstellung in Adairsville (Georgia) an, ehe er im Sommer desselben Jahres Pastor der Acworth Baptist Church in Acworth (Georgia) wurde. Als die Baptistengemeinde erfuhr, dass Davis bereits mehrfach straffällig geworden war, Ehebruch begangen hatte und das Kirchengebäude zudem für Zusammenkünfte des Ku Klux Klans nutzte, musste er Acworth im Juli 1921 verlassen.
Im Januar 1922 wurde Davis zum Bürgermeister von Meigs (Georgia) gewählt und beteiligte sich maßgeblich an der Veröffentlichung der Zeitschrift The Brick-bat, die anti-katholische Propaganda des Ku-Klux-Klans verbreitete. 1923 bemühte sich Davis vergeblich um einen Auftritt des Klan-Gründers William Joseph Simmons im Auditorium in Albany (Georgia). Gegenüber der Presse betonte Davis mehrfach, dass der Klan weder anti-jüdisch noch anti-katholisch oder gegen Farbige gerichtet sei. Nachdem Simmons im Februar 1924 von seinem Amt als Oberhaupt der Knights of the Ku Klux Klan zurückgetreten war und die Knights of the Flaming Sword gegründet hatte, nahm Davis das Amt des Royal Ambassador der neuen Geheimgesellschaft ein.
Doch bereits im darauffolgenden Jahr bezichtigte Davis die Knights of the Flaming Sword und Simmons persönlich der finanziellen Bereicherung. Sein Ziel war die Gründung einer eigenen Gemeinschaft innerhalb des Klans. Zur Werbung neuer Mitglieder nutzte er seine bereits bekannte Rolle als Reiseevangelist und besuchte mehrere Staaten, darunter Oklahoma und Tennessee, in denen er eigene Kirchengemeinden gründete und unter seinem Pseudonym als offizieller Redner für den Ku-Klux-Klan auftrat. Es war seine Redebegabung, die ihm nahezu an jedem Ort zu einer beachtlichen Zuhörerschaft verhalf, weshalb ihn örtliche Zeitungen mit dem Rattenfänger von Hameln verglichen.
Neben den bisher besuchten Baptistengemeinden spezialisierte sich Davis zunehmend auf Pfingstgemeinden, von denen er selbst mehrere gründete, so beispielsweise 1928 die First Pentecostal Baptist Church in Nashville (Tennessee) oder 1930 gleichnamige Gemeinden in Louisville (Kentucky) und Jeffersonville (Indiana). Hierbei gab er sich regelmäßig als Doctor of Divinity aus. Da er die Kirchengemeinden finanziell ausbeutete, wurde er mehrfach wegen Betrug angezeigt. Nach einem Verstoß gegen den White-Slave Traffic Act wurde Davis im Oktober 1930 während einer von ihm abgehaltenen Evangelisationsveranstaltung in Jeffersonville verhaftet. Nach seiner Entlassung übte er das Amt des Pastors der First Pentecostal Baptist Church in Jeffersonville bis 1934 weiter aus. Sein Hilfsprediger war der spätere Heilungsevangelist und Sektengründer William Branham, der nach Davis’ Wegzug die Pastorenstelle der Gemeinde übernahm.
Davis führte unterdessen seine Betrugsmaschen fort. 1943 überredete er gemeinsam mit William D. Upshaw eine wohlhabende Witwe namens Elizabeth Ussher zur Gründung einer Stiftung, mit der angeblich der Bau eines Waisenhauses finanziert werden sollte. Doch der Betrug um die Ussher-Davis Foundation in San Bernardino (Kalifornien) flog auf und Davis wurde im Februar 1944 abermals verhaftet. Als sein ehemaliger Hilfsprediger William Branham im Rahmen des Healing Revivals zu Berühmtheit gelangt war, unterstützte er diesen gemeinsam mit William Upshaw zeitweise bei seinen Heilungsveranstaltungen. Branham wiederum bezeichnete Davis als seinen Freund und Mentor.
Um die gleiche Zeit gründete Davis die Original Knights of the Ku Klux Klan, deren Hauptquartier sich in Jonesboro (Louisiana) befand. Am 15. August 1957 veröffentlichte Davis einen Leserbrief in der Tageszeitung The Waco Citizen, den er mit „Roy E. Davis Sr., Representative of the U.S. Invisible Empire, Knights of the Ku Klux Klan“ unterschrieb. Er sprach sich für die Beibehaltung der Rassentrennung in den USA aus und kritisierte in diesem Zusammenhang die Bestrebungen des Präsidenten John F. Kennedy.
Im April 1961 wurde Davis – mittlerweile National Imperial Dragon of the Ku Klux Klan – wegen seiner radikalen Aktivitäten innerhalb des Ku-Klux-Klans in Shreveport (Louisiana) verhaftet. Nach der Ermordung John F. Kennedys war er zudem eine der Personen, die als Mittelsmänner in Betracht kamen. Davis starb 1966 und wurde im Restland Memorial Park in Dallas bestattet.